# Youriï Kouzoubov
Youriï ou Youriy Aleksandrovitch Kouzoubov (en russe : Юрий Кузубов, en ukrainien : Юрій Кузубов) est un grand maître ukrainien du jeu d'échecs né le 26 janvier 1990, champion d'Ukraine en 2014.
Au 1er décembre 2014, il est le 58e joueur mondial et le no 7 ukrainien avec un classement Elo de 2 681.

## Biographie et carrière

### Grand maître international à quatorze ans et demi
Il est l'un des plus jeunes grands maîtres de l'histoire des échecs. Il obtint la dernière norme de grand maître à 14 ans, 7 mois, et 12 jours en 2004, le titre étant confirmé officiellement en 2005 par la Fédération internationale des échecs.

### Succès dans les tournois individuels
En 2007, il finit deuxième du mémorial Rubinstein en Pologne. L'année suivante il fut 1er-6e de la Coupe Politiken 2008 au Danemark (victoire de Tiviakov au départage). En 2009, il finit 1er-3e de la SPICE Cup au Texas, remportant le tournoi après des départage en blitz contre Rauf Mamedov et Dmitri Andreïkine. En 2010, il fut 1er-4e de l'open de Rekjavik. En 2011, il remporta l'open de Reykjavik au départage. En 2013, il finit deuxième du tournoi d'échecs du lac Sevan.
Kouzoubov remporta le championnat national ukrainien et l'open d'Abou Dabi en 2014.

### Coupes du monde
À la fin de l'année 2005, Kouzoubov participa à la Coupe du monde d'échecs 2005 à Khanty-Mansiïsk en Russie où il fut éliminé au premier tour par Aleksandr Moiseenko.
Lors de la Coupe du monde d'échecs 2017, Kouzoubov battit Siarheï Jyhalka au premier tour, puis Shakhriyar Mamedyarov au deuxième tour et perdit face au Chinois Wang Hao au troisième tour.
Lors de la Coupe du monde d'échecs 2021, Kouzoubov battit le Libanais Antoine Kassis au premier tour, puis perdit face au Russe Pavel Ponkratov au deuxième tour. Lors de la Coupe du monde d'échecs 2023, il est à nouveau éliminé au deuxième tour de la compétition.
| Année | Lieu            | Résultat       | Ultime adversaire   | Adversaires battus                     |
| ----- | --------------- | -------------- | ------------------- | -------------------------------------- |
| 2005  | Khanty-Mansiïsk | premier tour   | Aleksandr Moiseenko |                                        |
| 2017  | Tbilissi        | troisième tour | Wang Hao            | Siarheï Jyhalka, Shakhriyar Mamedyarov |
| 2021  | Sotchi          | deuxième tour  | Pavel Ponkratov     | Antoine Kassis                         |
| 2023  | Bakou           | deuxième tour  | S. L. Narayanan     | Mohamed Tissir                         |

### Compétitions par équipe
En 2017, Kouzoubov remporta la médaille de bronze par équipe avec l'Ukraine lors du championnat d'Europe d'échecs des nations (il jouait au quatrième échiquier et marqua 4,5 points sur 7).